# Ithomia salapia
Ithomia salapia är en fjärilsart som beskrevs av William Chapman Hewitson 1852. Ithomia salapia ingår i släktet Ithomia och familjen praktfjärilar. Inga underarter finns listade i Catalogue of Life.

## Bildgalleri

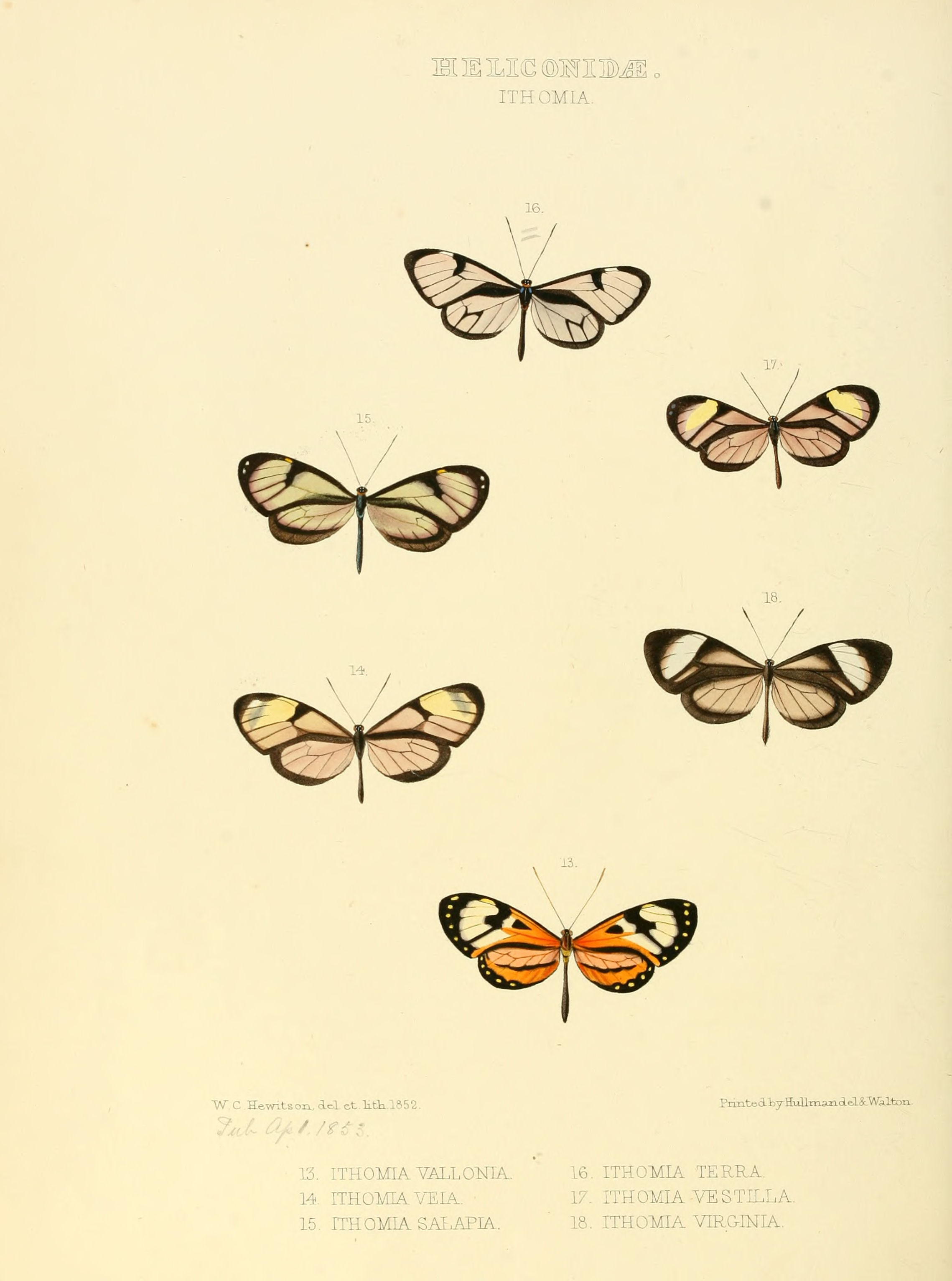
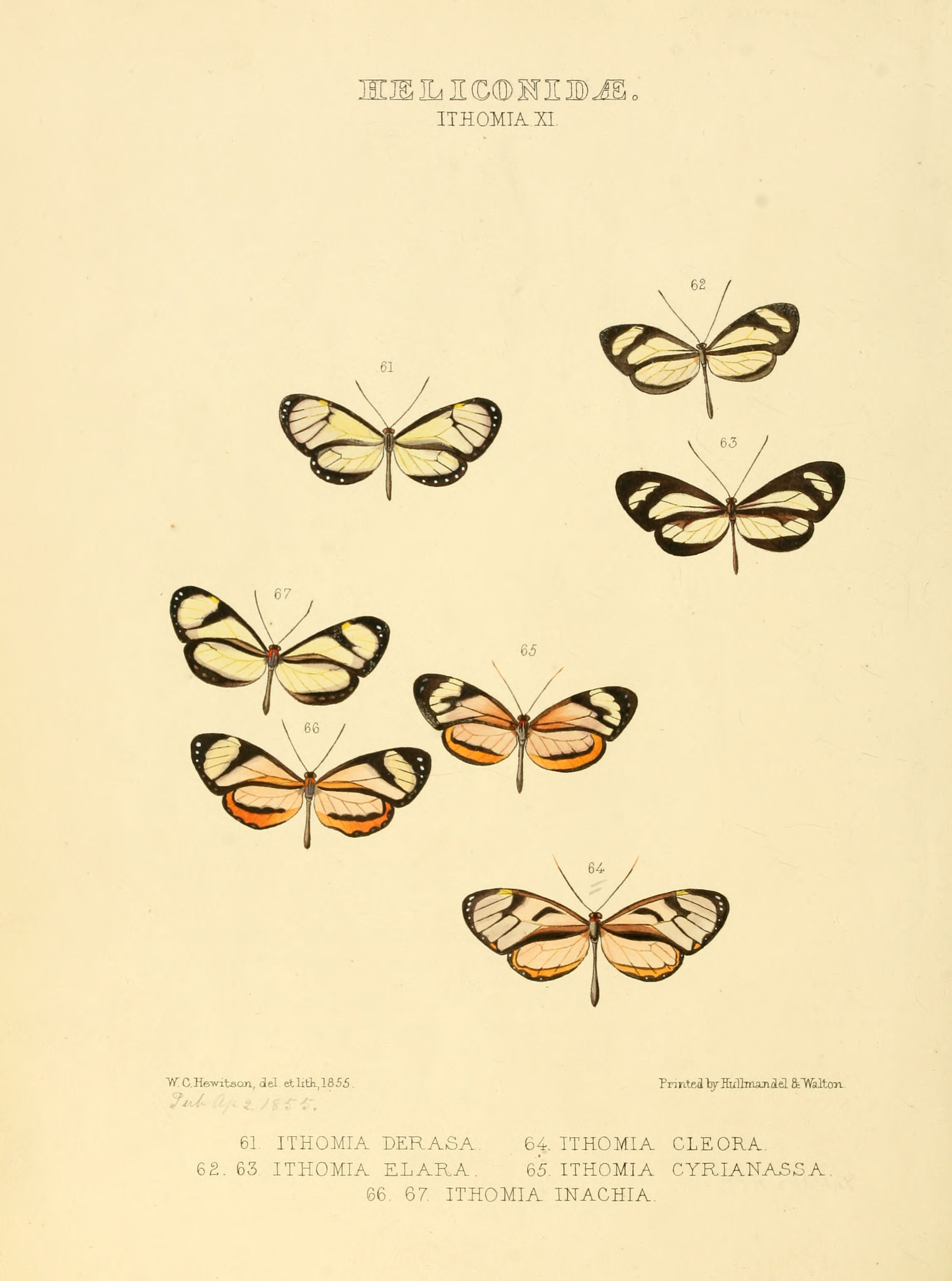
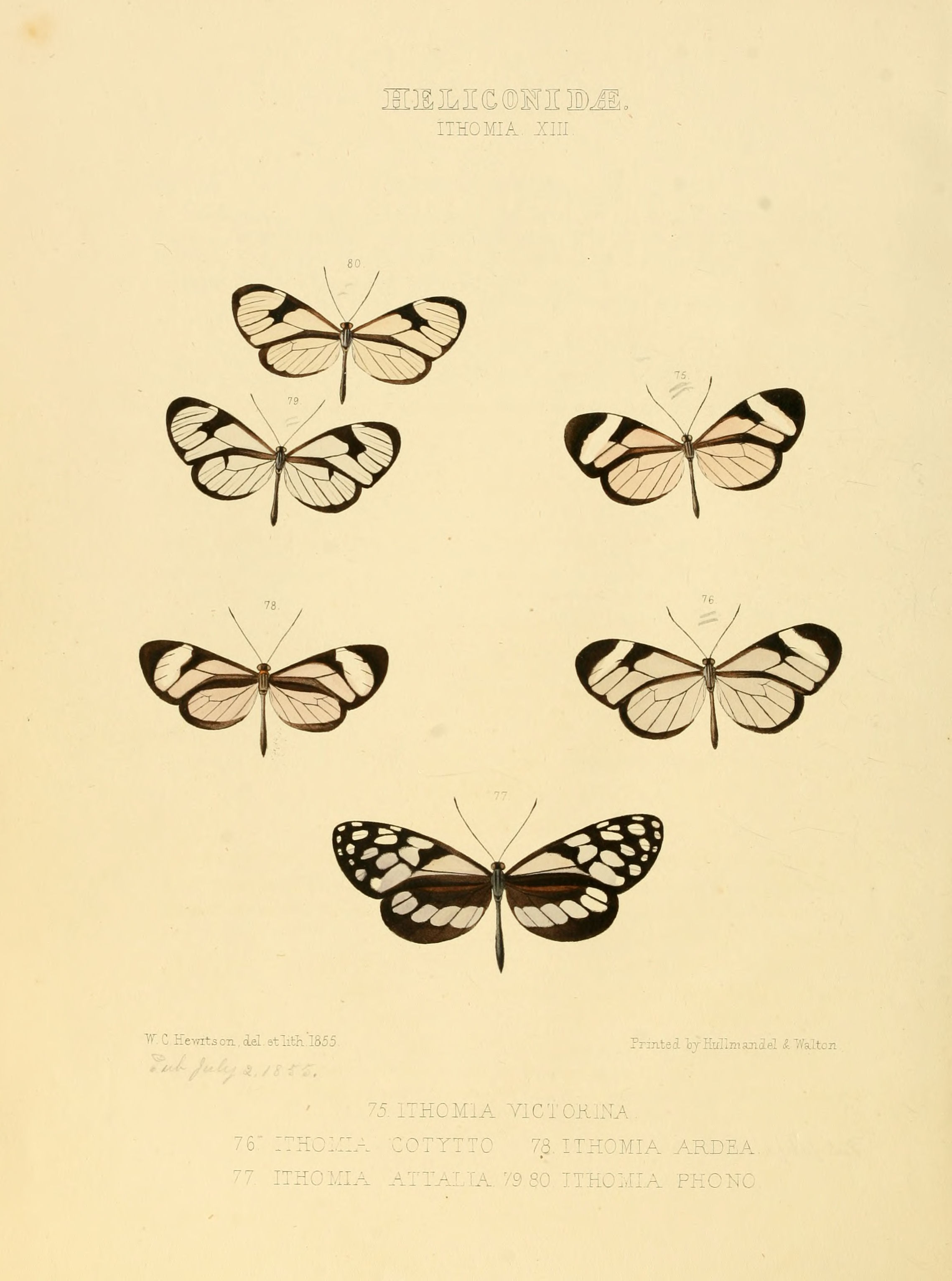